# Miguel Araújo
Miguel Costa Pinheiro de Araújo Jorge (Maia, 13 de julho de 1978) é um músico português.

## Carreira
Miguel Araújo é um músico, autor e intérprete português. Para além das canções editadas em nome próprio, escreve habitualmente para outros artistas, como é o caso de Ana Moura, António Zambujo, Carminho, Ana Bacalhau, Raquel Tavares, entre outros. 
Em 2021 foi condecorado com a Medalha de Mérito da cidade da Maia, sua cidade natal. 
Em 2024, na freguesia de Águas Santas, na Maia, foi inaugurada uma rua com o seu nome 
Em 2025 foi condecorado com a Medalha de Mérito Municipal da cidade do Porto, cidade onde vive desde 1988.
Começou a gostar de música em 1989, influência dos seus tios, que tinham uma banda de covers dos anos 1960/70 (Bob Dylan, Beatles, Rolling Stones, etc.), e nesse ano recebeu de presente o seu primeiro baixo. Fez parte dos Yellow Lello (onde também estava Marlon, com quem tocou n'Os Azeitonas). Depois vieram os Tsé Tsé, que lançaram um álbum pela BMG, mas que terminaram logo a seguir.
Ficou conhecido como integrante da banda Os Azeitonas, sobre o seu pseudónimo Miguel AJ (ou Miguel Araújo Jorge). Os Azeitonas formaram-se em 2002, aquando de uma viagem de faculdade. Decide trocar o baixo pela guitarra, para poder cantar ao mesmo tempo. É neste grupo que começa a compor. O álbum de estreia, Um Tanto ou Quanto Atarantado, é editado em 2005 pela editora Maria Records, de Rui Veloso. Ao longo dos anos, a banda viria a lançar vários sucessos, como "Quem és tu Miúda", "Anda Comigo ver os Aviões", "Ray-dee-oh" ou "Tonto de Ti", todos da autoria de Miguel Araújo. 
Em dezembro de 2007, cria o Blogue do Mendes. Com o seu alter ego Mendes, estreia-se ao vivo em 18 de junho de 2009 . A partir de fevereiro de 2010, começa a colaborar com João Só e lançam o EP Não Entres Nesse Comboio Amor, pela Optimus Discos.
Entretanto, António Zambujo grava o tema "Reader's Digest", escrito por Araújo, para o seu disco Guia.
Além do disco com João Só, participou nos espetáculos Como Desenhar Mulheres, Motas e Cavalos, de  Nuno Markl. Gravou ainda o tema musical de encerramento da série humorística Rádio Calipso (2011/12), do Canal Q, também protagonizada por Markl.
Em maio de 2012, lançou o seu primeiro álbum a solo, Cinco dias e meio. Este álbum conta com sucessos como "Os Maridos das Outras", "Reader's Digest", "Autopsicodiagnose", "Fizz Limão" e "Capitão Fantástico". A música Os Maridos das Outras ganhou bastante notoriedade pela melodia simples e original e pela letra divertida, brincando com preconceitos sobre o casamento e as diferenças dos sexos. O álbum entrou no top 3 das vendas em Portugal. Como segundo single do álbum, foi divulgado a música "Fizz Limão". Na letra, o músico fala de maneira irónica das saudades e nostalgias portuguesas e especialmente da sua geração.
António Zambujo ("O Que é Feito Dela") e Ana Moura ("E Tu Gostavas de Mim") gravam músicas da sua autoria nos discos que lançam em 2012.
Continua entretanto a dar prioridade ao seu trabalho nos Azeitonas, enquanto desenvolve atividades musicais paralelas. Nessa altura, estava a trabalhar num disco de canções para crianças com António Zambujo, Pedro Silva Martins (Deolinda) e Luísa Sobral e mantinha um outro projeto paralelo, Os da Cidade, com António Zambujo, João Salcedo (teclista d'Os Azeitonas) e Ricardo Cruz.
O sucessor de Cinco Dias e Meio saiu no dia 21 de abril de 2014, e tem como nome "Crónicas da Cidade Grande". É composto, segundo Miguel Araújo, por "cantigas simples, que contam pequenas histórias, nada de muito chique". Neste disco colabora com João Martins, que fez os arranjos para algumas músicas. Músicas como "Contamina-me", "Balada Astral" (com a então desconhecida Inês Viterbo), "Cartório", "José", "Romaria das Festas de Santa Eufémia" (com António Zambujo), "Recantiga" e "Valsa Redonda" (com Marcelo Camelo) estão incluídas neste trabalho. O álbum entrou diretamente para o número 1 do top de discos do iTunes Portugal e para o top 3 da tabela portuguesa de vendas de álbuns.
Em agosto de 2015, Miguel Araújo e António Zambujo anunciaram, nas respetivas redes sociais, um concerto conjunto com apenas os dois músicos em palco, nos Coliseus do Porto e Lisboa. As datas esgotaram rapidamente e o espetáculo acabou por se tornar num autêntico fenómeno sem precedentes, esgotando um total de 28 datas entre as duas salas , recorde na música.
A 11 de outubro de 2016, Os Azeitonas anunciam nas redes sociais de que Miguel Araújo tinha abandonado a banda portuense para se dedicar à sua carreira a solo.
Giesta, o terceiro álbum de originais de Miguel Araújo, foi editado a 19 de maio de 2017. Dele fazem parte os singles "1987" - em dueto com Catarina Salinas (Best Youth) - "Axl Rose" e "Meio Conto".
Em 2018, editou o livro de crónicas Penas de Pato, pela editora Companhia das Letras. Em 2020, foi editado o seu sucessor, Seja o que for. Luísa Mellid-Franco, do Expresso, atribuiu ao livro 4 estrelas em 5: "Um livro belíssimo, a não perder. (...) um livro de exceção". 
Em 2021, foi editado o álbum Peixe Azul, gravado durante o confinamento de 2020. Nele, Miguel Araújo assina a autoria da totalidade das músicas, a produção, o grafismo e a execução da totalidade dos instrumentos. "Um tesouro nacional", de acordo com Luís Guerra, do Expresso, que também destaca a "escrita cada vez mais apurada e transparente". Manuel Falcão (Blitz, Se7e, O Independente, Expresso, etc), a propósito de Peixe Azul, escreveu na sua coluna semanal do Jornal de Negócios que "Miguel Araújo é quem melhores canções escreve e interpreta hoje em dia em Portugal".  
Em 2022 foi editado o álbum Chá Lá Lá. Nele estão os exitos: "Talvez se eu Dançasse" , "Dia da Proçissão" em dueto com António Zambujo , "Karma Kamikazie" que é uma das músicas da novela da SIC, "Sangue Oculto" , "Lá Vai Sofia" que está na novela da SIC , " A Herança" entre outras músicas.
Discografia
| Ano  | Editora        | Álbum/EP                                                                            |
| ---- | -------------- | ----------------------------------------------------------------------------------- |
| 2010 | Optimus Discos | Mendes e João Só                                                                    |
| 2012 | EMI            | Cinco Dias e Meio                                                                   |
| 2014 | Warner Music   | Crónicas da Cidade Grande                                                           |
| 2015 | Warner Music   | Cidade Grande Ao Vivo no Coliseu do Porto                                           |
| 2017 | Warner Music   | Giesta                                                                              |
| 2021 | Chiu           | Peixe Azul                                                                          |
| 2022 | Chiu           | As Canções da Esperança                                                             |
| 2022 | Chiu           | Chá Lá Lá                                                                           |
| 2023 | Chiu           | João Martins Ensemble e Miguel Araújo, ao vivo na escola de Artes e Ofícios de Ovar |

## Livros
- Penas de Pato (2018), Companhia das Letras
- Seja o que For (2020), Companhia das Letras

## Prémios e nomeações
| Ano  | Trabalho                                                    | Prémio                                                                   | Resultado                   |
| ---- | ----------------------------------------------------------- | ------------------------------------------------------------------------ | --------------------------- |
| 2013 |                                                             | Prémios Lux “personalidade masculina do ano na área da música"           | Nomeado                     |
| 2013 | "Maridos das Outras"                                        | Globos de Ouro - Melhor Música                                           | Nomeado                     |
| 2013 | "Maridos das Outras"                                        | Globos de Ouro - Melhor Intérprete                                       | Nomeado                     |
| 2013 | "Maridos das Outras"                                        | Prémio Autores                                                           | Nomeado                     |
| 2013 | "Maridos das Outras"                                        | Gala Melhores do Ano (RTP) - Canção do Ano                               | Nomeado                     |
| 2013 | Os Azeitonas                                                | MTV Europe Music Awards - Best Portuguese Act                            | Nomeado                     |
| 2014 | "Ray Dee Oh" - Os Azeitonas                                 | Globos de Ouro - Melhor Música                                           | Nomeado                     |
| 2014 | Os Azeitonas                                                | Globos de Ouro - Melhor Banda                                            | Nomeado                     |
| 2015 | "Balada Astral"                                             | Globos de Ouro - Melhor Melhor Música                                    | Nomeado                     |
| 2015 | "Pica do Sete"                                              | Globos de Ouro - Melhor Música                                           | Vencedor                    |
| 2016 | "Será Amor"                                                 | Prémios Sophia - Melhor Canção Original para um filme (Canção de Lisboa) | Nomeado                     |
| 2017 |                                                             | MTV Europe Music Awards - Best Portuguese Act                            | Nomeado                     |
| 2017 | Festival F                                                  | Iberian Festival Awards - Best Live Performance                          | Vencedor                    |
| 2017 | "Axl Rose"                                                  | Bang Awards Animation Festival                                           | Vencedor                    |
| 2018 |                                                             | Globos de Ouro - Melhor Intérprete Individual                            | Nomeado                     |
| 2019 |                                                             | Globos de Ouro - Melhor Espetáculo ao Vivo                               | Nomeado                     |
| 2020 | "Catavento da Sé" (canção interpretada por António Zambujo) | Prémios aRitmar - Melhor canção em língua portuguesa                     | Vencedor                    |
| 2020 | "Talvez se eu Dançasse"                                     | Prémios aRitmar - Melhor canção em língua portuguesa                     | Finalista (2ª Classificado) |
| 2021 | "A Incrível História de Gabriela de Jesus"                  | Prémios aRitmar - Melhor canção em língua portuguesa                     | Finalista (3º Classificado) |
| 2022 | "Estou por Tudo"                                            | Prémios aRitmar - Melhor canção em língua portuguesa                     | Finalista (2ª Classificado) |
| 2023 | "Dança de um Dia Normal"                                    | Prémios aRitmar - Melhor canção em língua portuguesa                     | Finalista (3º Classificado) |
| 2023 | Álbum "Chá Lá Lá"                                           | Prémio José da Ponte - Sociedade Portuguesa de Autores                   | Vencedor                    |
| 2024 | "Saudade"                                                   | Globos de Ouro - Melhor Música                                           | Nomeado                     |